# Yorkshire pudding
El Yorkshire pudding o púding de Yorkshire és un plat d'acompanyament anglès habitual, un púding al forn fet amb una massa d'ous, farina i llet o aigua. És un aliment versàtil que es pot servir de moltes maneres en funció de l'elecció dels ingredients, la mida del púding i els components del plat que l'acompanyen. Com a primer plat, es pot servir amb gravy de ceba; per a un plat principal, es pot servir amb vedella i gravy, i forma part del Sunday roast tradicional, però també es pot omplir d'altres aliments, com ara bangers and mash per fer un àpat.
Es cuina abocant una pasta feta de llet (o aigua), farina i ous en una paella, ramekin o safata per a muffins (si fem púdings en miniatura) preescalfada i untada amb oli. Una fórmula bàsica fa servir 1/3 de tassa de farina i 1/3 de tassa de líquid per cada ou emprat. L'aigua fa un púding més lleuger, més cruixent, però menys dolç que si s'utilitza llet. També es poden coure en paelles de ferro colat o similars. Segons una recepta de 1926, cal cobrir el púding amb paper resistent al greix per coure'l al vapor i després servir-lo amb melmelada, mantega i sucre.
L'escriptora Hannah Glasse, en el llibre The Art of Cookery made Plain and Easy (1747), s'hi refereix amb el nom de "Yorkshire pudding". Va ser ella qui va canviar el nom de la versió original, coneguda com "Dripping Pudding", que s'havia cuinat a Anglaterra des de feia segles, tot i que aquests púdings eren molt més plans que les versions inflades realitzades a l'època moderna. William Sitwell suggereix que el púding va rebre el nom de "Yorkshire" a causa de l'associació de la regió amb el carbó i les temperatures més altes que aquest produïa, cosa que ajudava a fer la pasta més cruixent.